# Таринці
Таринці (мак. Таринци) — село у Північній Македонії, яке входить до общини Карбинці, що в Східному регіоні країни.
Громада складається з 905 осіб (перепис 2002): за національністю — 904 македонці, і 1 серб. Село розкинулося в низинній місцевості (середні висоти — 305 метрів), яку македонці називають Овче поле.

## Галерея

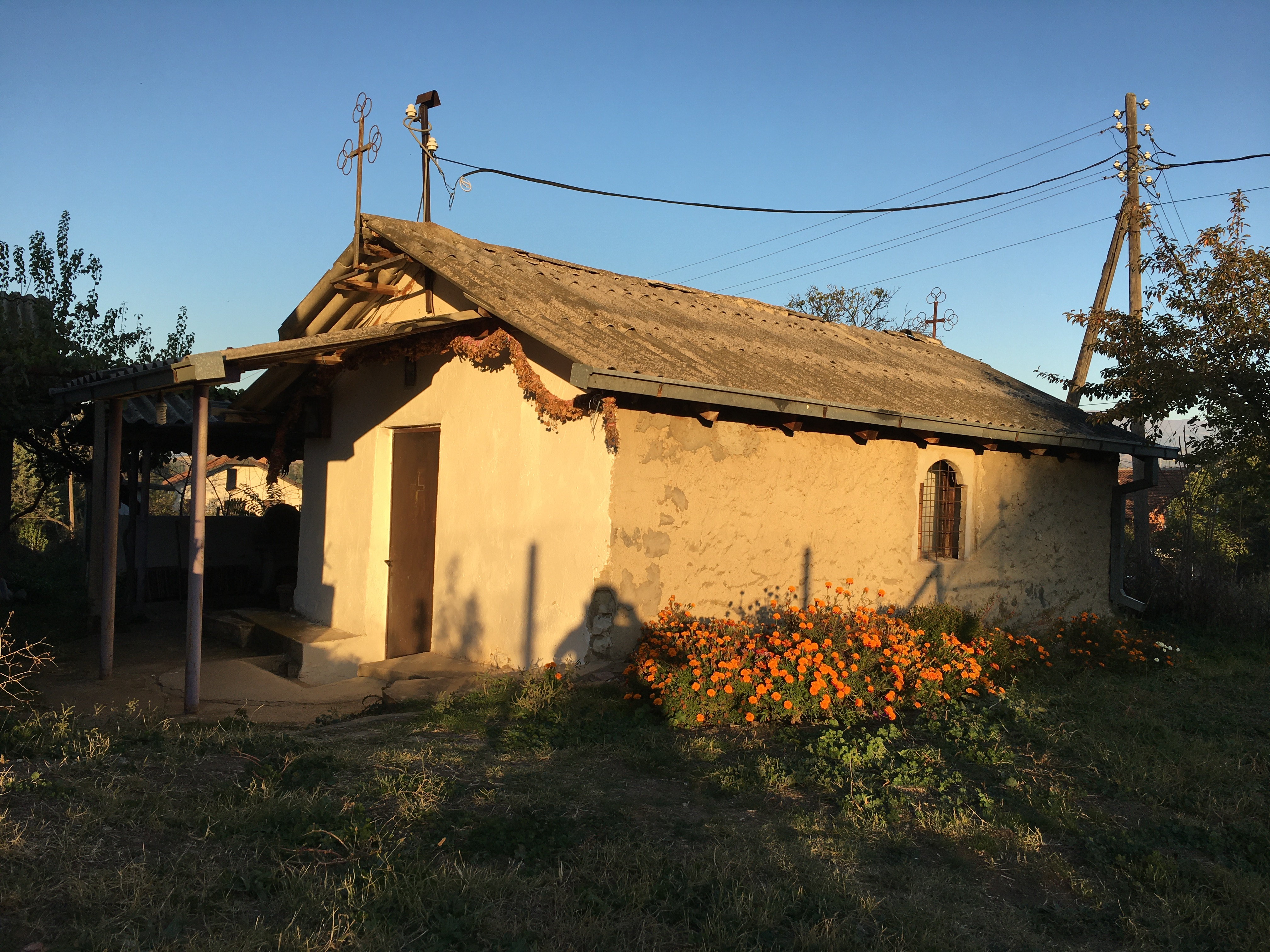
Свято-Дмитрівська церква
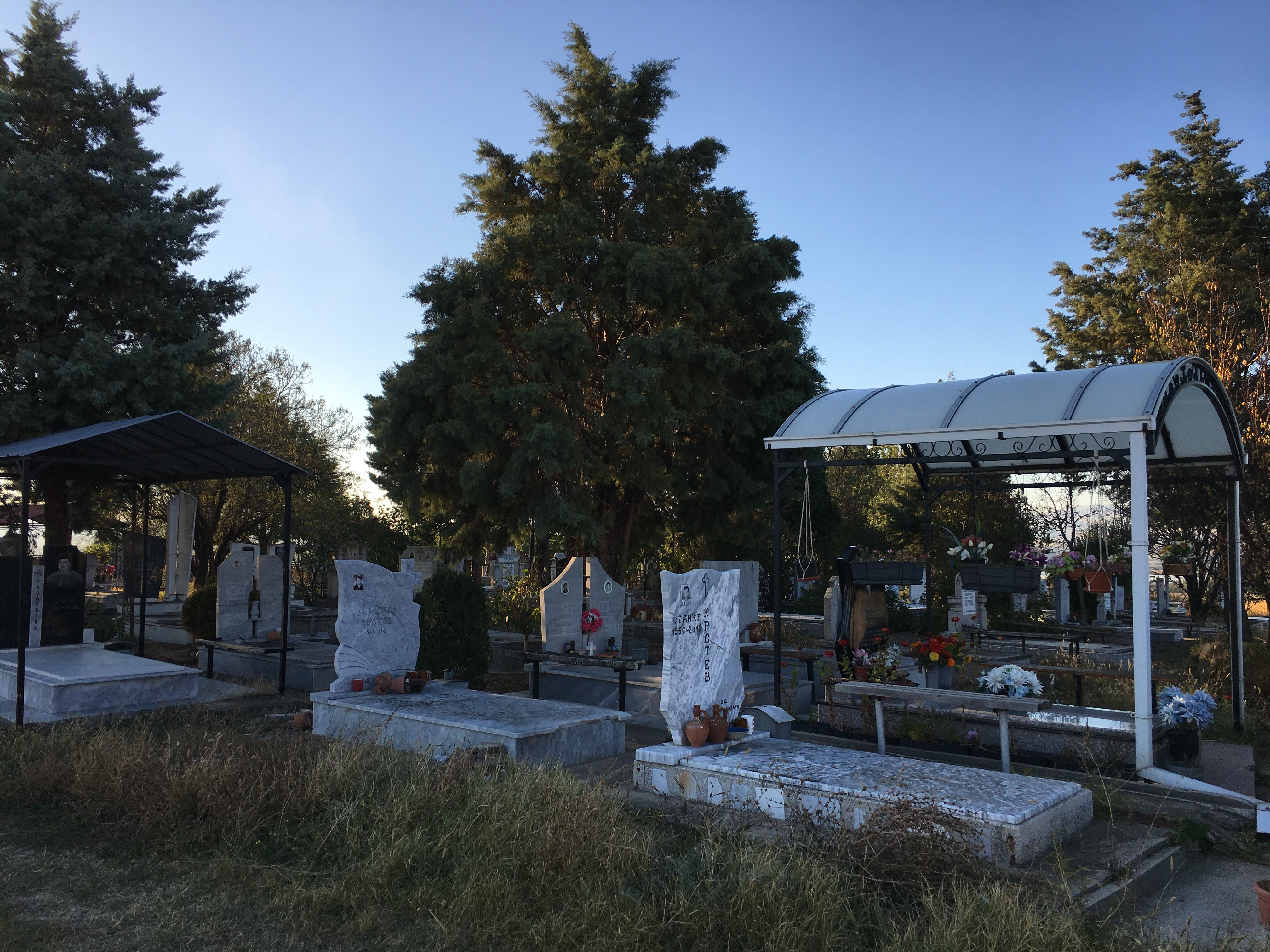
Кладовище
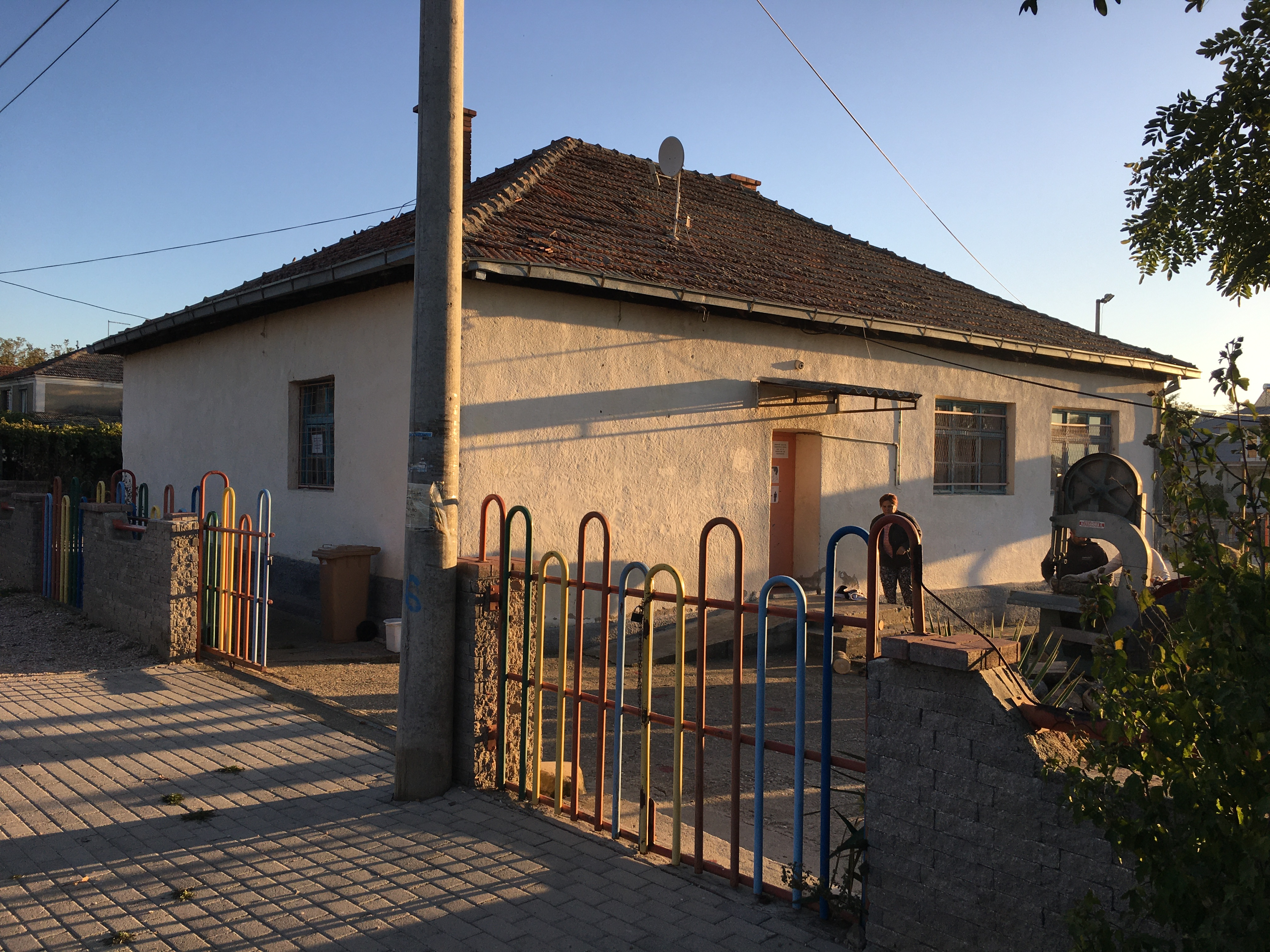
Школа